# 宇田川町

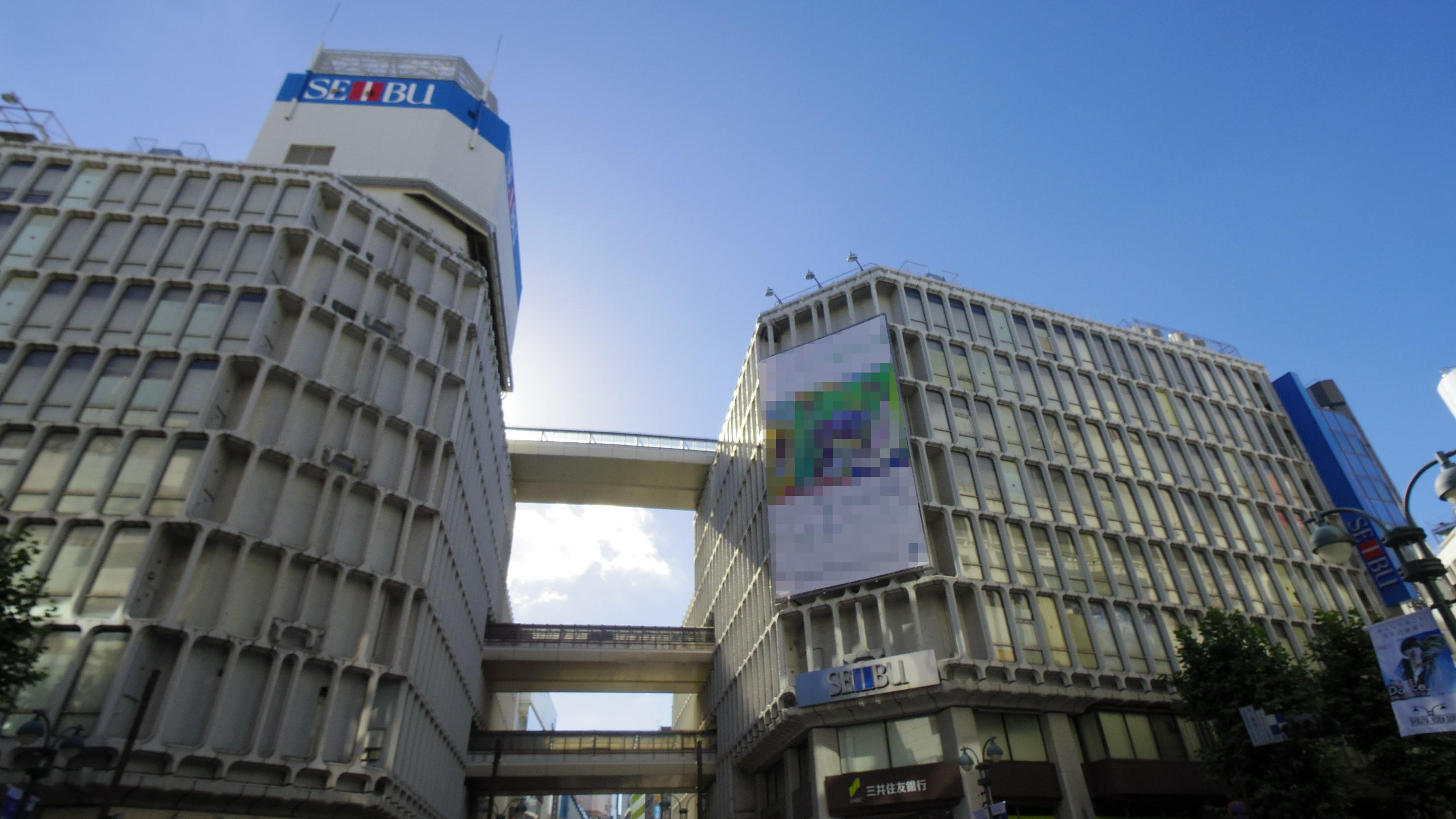
西武渋谷店（2016年8月撮影）

宇田川町（うだがわちょう）は、東京都渋谷区の町名。「丁目」の設定のない単独町名である。

## 地理
渋谷区の中央付近に位置し、繁華街としての、いわゆる「渋谷」を代表する町域である。地域の北部から東部は区内神南に接し、渋谷公園通りが東部の境界となっている。渋谷スクランブル交差点を地域南東端とし、地域南部は文化村通りから道玄坂、南西部から北西部は区内松濤、および神山町に接している。
町域内を井ノ頭通りが通っており、その周囲にはスペイン坂やペンギン通りなどユニークな名前の通りや坂もある。地名の由来である宇田川は暗渠化されており、川の流れを見ることはできない。
各種商業施設が集積しており、地域南部の渋谷駅前からは「渋谷センター街」という歩行者専用道路があり、主に若者向けの商店街となっている。さらに渋谷PARCOや、西武渋谷店、ロフトなどの旧セゾングループ系大型小売店が軒を連ねるほか、雑貨店、衣料品店、飲食店、各種娯楽施設、オフィスビルなど商業機能の集積が目立つ地域となっている。
一方、町域北部には渋谷区役所、渋谷公会堂（LINE CUBE SHIBUYA）、渋谷区立神南小学校といった公的施設がある。

## 歴史
かつては庶民的な住宅街が大部分であったが、1970年代以降には次第に雑居ビル、オフィスビル、商業施設等が取って変わった。
2012年（平成24年）、東京都は宇田川町を含む渋谷の繁華街一帯を公衆に著しく迷惑をかける暴力的不良行為等の防止に関する条例に基づき客引き等の相手方となるべき者を待つ行為を規制する区域に指定。区域内で客引きやスカウト、それらを行うために公衆の目に触れるような方法で待機する行為などが禁止されることとなった。
2019年（令和元年）10月1日、東京都は宇田川町を含む渋谷の繁華街一帯を暴力団排除条例に基づき暴力団排除特別強化地域に指定。強化地域内では暴力団員との間でみかじめ料のやりとりや便宜供与などが禁止され、違反者は支払った側であっても懲役1年以下または罰金50万円以下の罰則が科されることとなった。
2024年に警視庁が取りまとめた『令和5年区市町村の町丁別、罪種別及び手口別認知件数』では、宇田川町で2023年に発生した犯罪認知件数は361件とされており、東京23区の中で6番目に多い町となっている。

## 世帯数と人口
2024年（令和6年）12月1日現在（渋谷区発表）の世帯数と人口は以下の通りである。
- 世帯数 : 935世帯
- 人口 : 1,406人

### 人口の変遷
国勢調査による人口の推移。
| 年                 | 人口 |
| ------------------ | ---- |
| 1995年（平成7年）  | 750  |
| 2000年（平成12年） | 641  |
| 2005年（平成17年） | 598  |
| 2010年（平成22年） | 617  |
| 2015年（平成27年） | 680  |
| 2020年（令和2年）  | 813  |

### 世帯数の変遷
国勢調査による世帯数の推移。
| 年                 | 世帯数 |
| ------------------ | ------ |
| 1995年（平成7年）  | 366    |
| 2000年（平成12年） | 373    |
| 2005年（平成17年） | 349    |
| 2010年（平成22年） | 432    |
| 2015年（平成27年） | 466    |
| 2020年（令和2年）  | 590    |

## 学区
区立小・中学校に通う場合、学区は以下の通りとなる（2023年3月時点）。
| 番地 | 小学校             | 中学校             |
| ---- | ------------------ | ------------------ |
| 全域 | 渋谷区立神南小学校 | 渋谷区立松濤中学校 |

## 事業所
2021年（令和3年）現在の経済センサス調査による事業所数と従業員数は以下の通りである。
- 事業所数 : 1,282事業所
- 従業員数 : 21,430人

### 事業者数の変遷
経済センサスによる事業所数の推移。
| 年                 | 事業者数 |
| ------------------ | -------- |
| 2016年（平成28年） | 1,272    |
| 2021年（令和3年）  | 1,282    |

### 従業員数の変遷
経済センサスによる従業員数の推移。
| 年                 | 従業員数 |
| ------------------ | -------- |
| 2016年（平成28年） | 19,970   |
| 2021年（令和3年）  | 21,430   |

## ゆかりある人物
- 国木田独歩 - 居住歴あり[18]。
- 竹久夢二　宇田川町31番地　 詩人および美人画家である竹久夢二が、大正10年8月から大正13年12月まで住んでいた。[19]

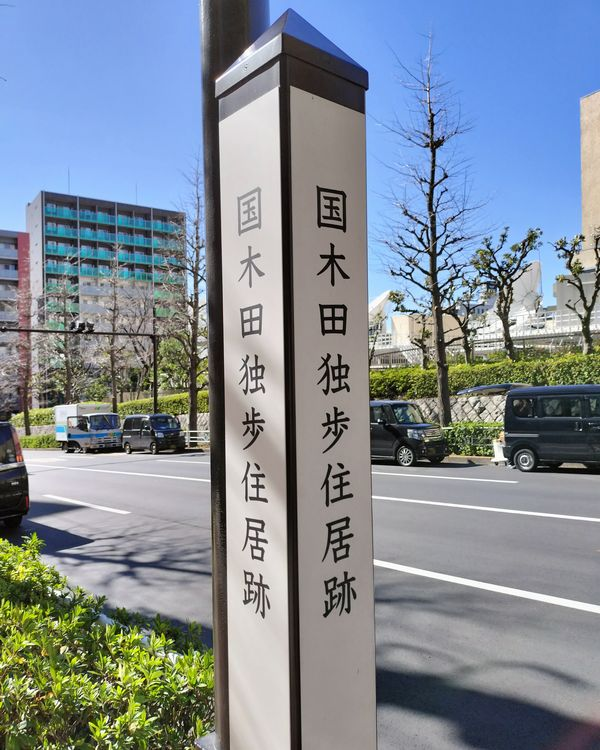
国木田独歩住居跡

## その他

### 日本郵便
- 郵便番号 : 150-0042[3]（集配局 : 渋谷郵便局[20]）。

## ギャラリー

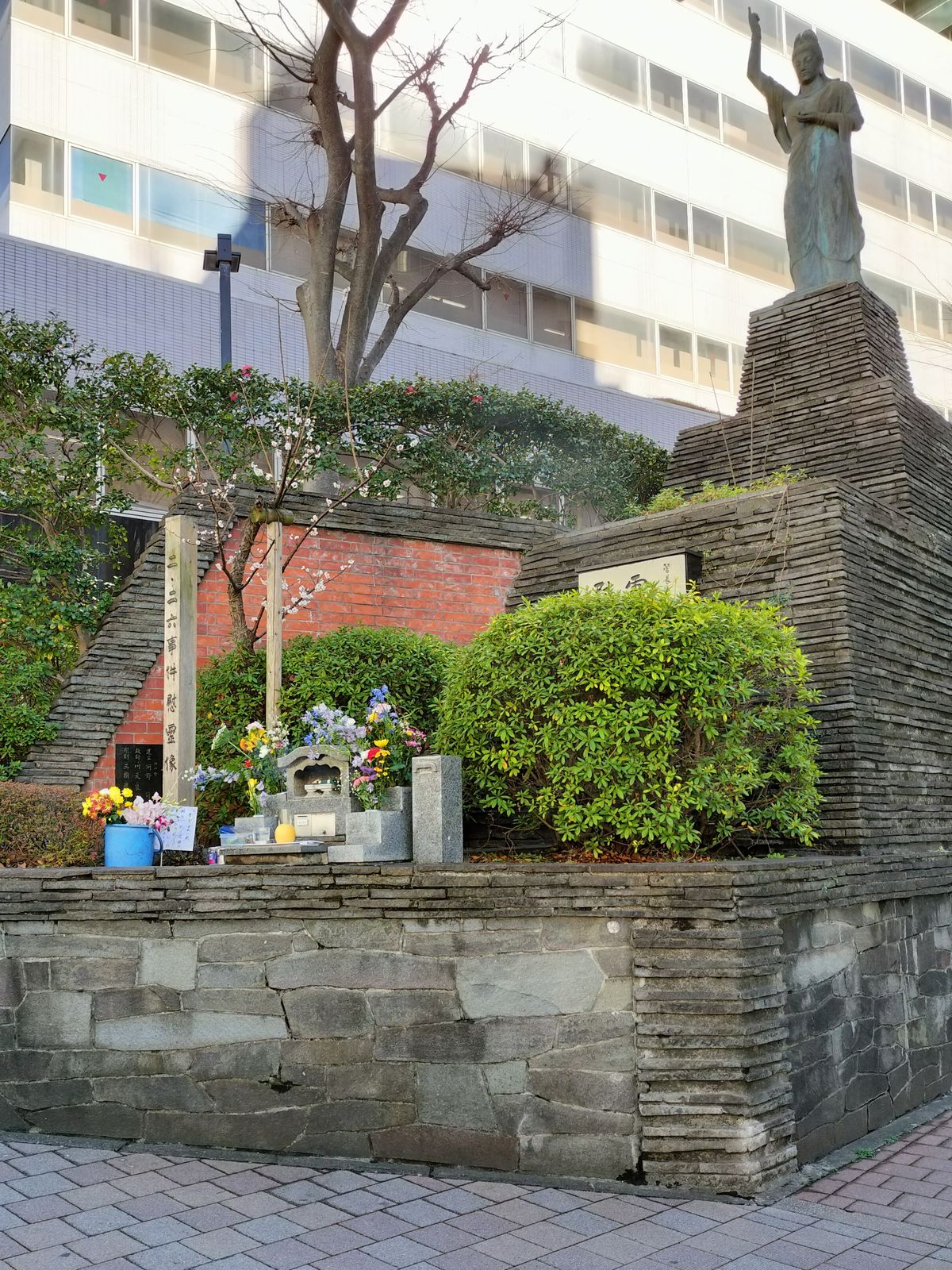
二・二六事件慰霊碑